# Liechtenstein zászlaja
Liechtenstein zászlaja Liechtenstein egyik nemzeti jelképe.

## Története
Ezek a színek 1764 óta Liechtenstein színei. 1921. november 5-én az alkotmányban a nemzet színeinek fogadták el. A zászló azonban így egyezett Haiti zászlajával, ezért 1937. június 24-én elhelyezték rajta a koronát.
A hercegség nemzeti lobogóját 1937-ben adoptálta a vaduzi nagygyűlés.
1937 óta mindössze a koronán változtattak valamennyit, és a mai verzió 1982 óta érintetlenül a miniállam nemzeti jelképe.

## Leírása
Két vízszintes sávból áll. Az alsó piros színű, míg a felső kék. A kék sáv bal felső sarkában egy aranyszínű korona látható.
A zászló a hercegi család címerének színeiből merített, bár akkoriban a lobogó minden momentumára külön magyarázattal szolgált Joseph Hoop kormányfő. Az ő megbízásából készült el a kicsiny európai állam önálló lobogója, amelyet előzőleg az uralkodócsalád címere jelképezett. Hoop értelmezése szerint a kék szín a ragyogó, tiszta eget jelöli, a piros pedig a parazsat, amely a liechtensteiniek kandallóiban meleget áraszt, amikor a család este a kandalló köré telepszik. A korona az ország hercegét jelképezi, és annak arany színe azt szimbolizálja, hogy a nép, az ország és a hercegi család szívben és lélekben is együtt kormányozzák Liechtensteint.
A zászló színe valószínűleg a livré színe. Két magyarázat is van a színekre:
- A kék az eget szimbolizálja, míg a piros a tüzet.
- A kék a Rajnát szimbolizálja, míg a piros a hercegre utal, ugyanis az ő színe az arany és a piros.

## Külső hivatkozások
- Liechtenstein zászlaja a Világ zászlói (Flags of the World) weboldalon